# Цутиура
Цутиу́ра (яп. 土浦市 Цутиура-си) — город в Японии.

## География и история
Город Цутиура расположен на востоке острова Хонсю, в южной части префектуры Ибараки региона Канто. Город лежит на берегу Касумигаура, второго по величине озера Японии, в 64 километрах на северо-восток от Токио. Через Цутиуру проходят линии автомобильного и железнодорожного сообщения на Токио, Сэндай и Иваки. Соседями его являются города Цукуба, Усику, Исиока.
Площадь города составляет 113,82 км². Численность населения равна 143 703 человека (на октябрь 2006 года). Плотность населения — 1263 чел./км².
Цутиура впервые письменно упоминается в 1329 году. В период Муромати (1336—1573) здесь был построен укреплённый замок.

## Города-побратимы
- Фридрихсхафен